# Пайкова (деревня)
Пайкова — деревня в Абатском районе Тюменской области России. Входит в состав Майского сельского поселения.

## География
Деревня находится в юго-восточной части Тюменской области, в лесостепной зоне, в пределах Ишимской равнины, на правом берегу реки Мысли (приток Ишима), на расстоянии примерно 25 километров (по прямой) к юго-западу от села Абатское, административного центра района. Абсолютная высота — 80 метров над уровнем моря.

### Часовой пояс
Пайкова, как и вся Тюменская область, находится в часовой зоне МСК+2. Смещение применяемого времени относительно UTC составляет +5:00.

## История
В «Списке населенных мест Российской империи» 1871 года издания (по сведениям 1868—1869 годов) населённый пункт упомянут как казённая деревня Панкова (Пайкова) Ишимского округа Тобольской губернии, при речке Мыслях, расположенная в 54 верстах от окружного центра города Ишим. В деревне насчитывался 31 двор и проживал 201 человек (95 мужчин и 106 женщин).
В 1926 году в деревне имелось 52 хозяйства и проживало 283 человека (127 мужчин и 156 женщин). В административном отношении Пайкова входила в состав Маслянского сельсовета Абатского района Ишимского округа Уральской области.

## Население
| 1989 | 2002 | 2010 |
| ---- | ---- | ---- |
| 208  | ↘176 | ↘133 |

Гендерный состав
По данным Всероссийской переписи населения 2010 года в гендерной структуре населения мужчины составляли 45,1 %, женщины — соответственно 54,9 %.
Национальный состав
Согласно результатам переписи 2002 года, в национальной структуре населения русские составляли 91 % из 176 чел.

## Улицы
Уличная сеть деревни состоит из трёх улиц.